# Jezerski
Jezerski falu Bosznia-Hercegovinában, a Bosznia-hercegovinai Föderáció Una-Szanai kantonjában, Bosanska Krupa községben.

## Fekvése
Bosznia-Hercegovina északnyugati részén, Bihácstól légvonalban 25, közúton 41 km-re északkeletre, Bosanska Krupa központjától légvonalban 11, közúton 19 km-re északnyugatra levő dombos, erdős területen, a Konjoderska-patak partján és a környező dombokon fekszik.

## Népessége
| Nemzetiségi csoport | Népesség 1991 | Népesség 2013 |
| ------------------- | ------------- | ------------- |
| Szerb               | 27            | 4             |
| Bosnyák             | 3272          | 2736          |
| Horvát              | 1             | 0             |
| Jugoszláv           | 3             | 0             |
| Egyéb               | 19            | 16            |
| Összesen            | 3322          | 2756          |

## Története
Jezerski várát 1278-ban „Hiesera” néven említik először, de ezt követően eltűnik a történeti forráskoból. A várban levő régi mecset helyén állt egykor Szent Kozma és Damján tiszteletére szentelt temploma knini püspökséghez tartozott. A vár a 16. század közepén bukkan fel újra, amikor a Nemčić család szerzi meg és 1563-ig birtokolja. Az Oszmán Birodalom 1576-ban, Cazin és Buzsim váraival egy időben foglalta el. A Ferhat Sokolović pasa vezette oszmán hadsereg megérkezésével azonnal katonai mecset épült a várban. Ezután a török egy külső várral bővítette és egy dizdár parancsnoksága alatt őrséget helyezett el benne. 1687-ben a horvát hadak elfoglalták és felégették a várat, de a török újjáépítette. 1730-ból ismert a vár parancsnoka. A krupai kapitánysághoz tartozott. 1834-ben a várat elhagyta a török őrség, négy ágyút hagyva hátra benne. 1838-ban a várat lerombolták.

## Nevezetességei
- Jezerski várának romjai a település felett, egy hosszan ereszkedő lejtő végén találhatók. A vár két részből, a középkori belső és a török kori külső várból áll. A belső vár egy 14 méteres oldalhosszúságú, négyszögletes, falakkal körülvett udvarból és ennek délkeleti sarkán emelt, nyolc méteres átmérőjű, hengeres toronyból áll. A torony mára a harmadik emelet szintjéig maradt fenn. Az udvar falaiból mára csak három, romos falszakasz maradt fenn. A külső vár falai egy 33x55 méteres területet vesznek körül. A falak a külső oldalon a belső vár terepszintjének magasságáig maradtak fenn. A várkapu a déli fal kiugró részén található. A falak vonala a terep vonalát követve, több helyen megtörik. A régi mecset a belső vár előterében található, de ezt 1992-ben, miután a falu új mecsetet épített, teljesen felhagyták. A vár délkeleti sarkában még egy régi épület található.[4]

- A várban álló régi mecset eredetileg 1576-ban épült, de azóta többször újjáépítették. A mecset téglalap alaprajzú, külső méretei kb. 7,80x9,50 méter. A félig nyitott tornác mérete 2x7,80 m. A Krajinában az oszmán korban elterjedt fa minaretekkel rendelkező erődmecsetek kategóriájába tartozik. A történelmi források szerint a várat, mint katonai oszmán erődöt a horvát végvéri katonák 1687-ben felgyújtották, melyben az eredeti mecset is elpusztult. Drámai évek voltak Jezerska történetében az 1789-es és 1834-es évek, amikor a vár ismét jelentősen megrongálódott. Feltételezhető, hogy akkor a mecset is károkat szenvedett, osztozva az erődnek a sorsában, az eredeti külső megjelenés azonban nagymértékben megmaradt. A fából készült minaret alemének aljában Muharem mester neve van bevésve az 1270-es évszámmal, ami 1854-nek felel meg, így feltételezhető, hogy ekkor végezték el az épület alaposabb rekonstrukcióját. A korabeli bosnyák újságból megtudjuk, hogy 1908-ban egy hatalmas faldarab omlott le a közeli toronyból, és megrongálta a mecset bejáratát. Az utolsó, az eredeti építészeti hitelességet nagymértékben megsemmisítő rekonstrukció a múlt század 60-as éveiben történt. Ekkor régi minaret helyére egy új minaretet emeltek, a mecsetet horganyzott fémlemezzel fedték be, míg a korábbi kisméretű, íves nyílászárókat kibővítették és új négyzetes méretet kaptak. Az akkori felújításról Mehmed Mujezinović azt mondja a Bosznia-Hercegovina iszlám epigráfiája című könyvében, hogy a mecset elvesztette hitelességét, és teljesen újnak tűnik. 1990-ben a jezerski gyülekezet hívei új, tágas, kupolás mecsetet építettek a vár falain kívül. Azóta a régi mecset használaton kívül van, és az enyészetnek van kitéve.[5]

- A Crnkić család háza, amely közvetlenül a mecset mellett található, szintén fehér, azaz külső homlokzata megegyezik a mecsettel. Az oszmán korban a Crnkić-ház a dizdar, az osztrák-magyar közigazgatás alatt a második világháborúig a mukhtar (helyi főnök) székhelye volt. A mecsethez hasonlóan a házat is a múlt század 70-es éveiben rekonstruálták. Ez egy jellegzetes bosnyák ház volt,mely a čardak jellegzetességeivel és meredek zsindelytetővel rendelkezett. Az emeleten a család lakhelye és a polgármesteri hivatal kapott helyet. Az átépítéssel a keleti és déli oldalon lévő gizintija (fedett sétány), amit az archív fotókon még látunk, megszűnt. A földszinten ahar, kamra és egyéb kisegítő helyiségek voltak. A mecsethez hasonlóan a házat is ágyúzások rongálták meg a 90-es években a nagy szerb agresszió során.[5]

- A neves horvát történész, Radoslav Lopašić Bihać i Bihaćka Krajina című könyvében Jezerskiről szólva azt állítja, hogy a területén a középkorban egy katolikus templom állt, amely kapcsolódott a régi mecsethez. Az ismert bosnyák régész, Branka Raunig, a Pounja Múzeum egykori kurátora a Bosznia-Hercegovinai Régészeti Lexikonban azt állítja, hogy a Lopašić által említett szerényebb késő középkori templom a jezerski vártól néhány kilométerre északkeletre fekvő Francik helyén volt. Raunig ezen a helyen rögzítette a mintegy 11x9 m-es keletelt alapok maradványait, amelyek állítása szerint az említett templomhoz tartoznak. Azt, hogy a mecsetnek a középkori templommal való kapcsolata történelmileg megalapozatlan, az is bizonyítja, hogy a régi mecset a kibla szerint van elhelyezve, mihrabja a délkeleti fal középső részén található. A falakon semmilyen konstrukciós változást nem lehet észrevenni, és a szájhagyományban sincsenek olyan utalások, amelyek erre a következtetésre vezetnének.[5][6]

- A falu mai mecsete 1990-ban épült. Alapkövét 1989. május 11-én tették le, az építés pedig 1990. szeptemberében kezdődött el. A boszniai háború során, 1992. október 18-án tüzérségi gránátok okoztak benne károkat, majd 1994. szeptember 12-én újabb károkat szenvedett. A mecsetet 1992. március 14-e óta használják, a bár hivatalos a megnyitó csak 1997. augusztus 15-én volt.[7]

- A Dijelovi településrész mecsetét 20 méter magas minaretjével 1967. november 29-én adták át. A hagyomány szerinmt már 1750 óta állt mecset ezen a helyen, mely idővel tönkrement. 1997-ben a mecsetet korszerűsítették és bővítették. Központi fűtést szereltek fel benne, mosdóval és a cipők számára kialakított hellyel bővítették.[7]